# Pointe Denis
Pointe Denis – miasto w Gabonie, w prowincji Estuaire. Najbardziej znany nadmorski kurort w Gabonie. Położony jest na półwyspie wciśniętym między Ocean Atlantycki a estuarium rzeczne.